# Semljicola convexus
Semljicola convexus là một loài nhện trong họ Linyphiidae.
Loài này thuộc chi Semljicola. Semljicola convexus được Herman Theodor Holm miêu tả năm 1963.